# 姜一
姜一（1919年—1998年6月3日），男，山西武乡人，中华人民共和国政治人物。

## 生平
1935年参加中共在武乡组织的抗债团。1935年10月，加入中国共产党。抗日战争期间参加牺盟会，并率领组织训练抗日自卫队参加百团大战。1941年10月，率领其部队进入八路军386旅772团，被任命为新兵营二连指导员。先后率部参加袭击襄垣县、白晋路等战斗。国共内战期间，担任中共武乡县委书记，参加攻打沁县战役与上党战役。后随中国人民解放军第二野战军南下，进入大别山后，出任湖北罗田县委副书记。1949年3月至5月，任麻城县县委书记兼11团政委。
中华人民共和国成立后任中共湖北麻城县委，后升任中共黄冈地委书记。1968年任湖北省革委会常委，后成为“中国共产党湖北省革命委员会核心小组”成员。1971年3月任湖北省委副书记。被选为中共九大、十大代表。1977年，调任中共陕西省委书记处书记、中华人民共和国陕西省常务副省长。1979年，参加了全国农业考察团出访巴基斯坦、法国、美国、日本，为考察团副团长。1983年，参加访问朝鲜代表团，任副团长。同年调任山西省人大副主任兼财经委员会主任。1987年4月，增选为湖北省人民代表大会常务委员会副主任。1995年，离职。1998年6月3日，在湖北武汉逝世。